# 山西省历史文化名城
山西省已公布多批省级历史文化名城，全省共有12座。
- 第一批山西省历史文化名城（1991年公布，共3个）：大同市（1982年列为国家级历史文化名城）、平遥县（1986年列为国家级历史文化名城）、太原市（2011年升格为国家级历史文化名城[1]）。

- 第二批山西省历史文化名城（1993年公布，共4个）：新绛县（1994年升格为国家级历史文化名城）、代县（1994年升格为国家级历史文化名城）、祁县（1994年升格为国家级历史文化名城）、浑源县。

- 第三批山西省历史文化名城（2009年公布，共4个）：太谷县、孝义市、介休市、左云县。

- 第四批山西省历史文化名城（2014年公布，共1个）：汾阳市[2]。